# 잭 페닉
잭 페닉(Jack Pennick, 1895년 12월 7일 ~ 1964년 8월 16일)은 미국의 배우이다.

## 영화
- 리버티 벨런스를 쏜 사나이 (1962년)
- 투 로드 투게더 (1961년)
- 알라모 (1960년)
- 버팔로 대대 (1960년)
- 독수리의 날개 (1957년)
- 웨스트 포인트 (1955년)
- 태양은 밝게 빛난다 (1953년)
- 심해에서 온 괴물 (1953년)
- 왓 프라이스 글로리 (1952년)
- 쓰리 가드파더 (1948년)
- 도망자 (1947년)
- 황야의 결투 (1946년)
- 데이 워 익스펜더블 (1945년)
- 토바코 로드 (1941년)
- 요크 상사 (1941년)
- 서부의 사나이 (1940년)
- 북서 기마 순찰대 (1940년)
- 머나먼 항해 (1940년)
- 분노의 포도 (1940년)
- 더 스타 메이커 (1939년)
- 링컨 (1939년)
- 모호크족의 북소리 (1939년)
- 역마차 (1939년)
- 서브마린 패트롤 (1938년)
- 네이비 블루 앤 골드 (1937년)
- 더블 오어 노씽 (1937년)
- 위 윌리 윙키 (1937년)
- 더 로드 투 글로리 (1936년)
- 프라이빗 넘버 (1936년)
- 상어섬의 죄수 (1936년)
- 프라우 앤 더 스타 (1936년)
- 로즈 마리 (1936년)
- 굽이도는 증기선 (1935년)
- 바르바리 해안 (1935년)
- 턱보트 애니 (1933년) - 피트 역
- 더 프라이즈파이터 앤 더 레이디 (1933년)
- 헤리티지 오브 더 데저트 (1932년)
- 퍼제스트 (1931년)
- 무모한 천성 (1930년)
- 파라마운트 온 퍼레이드 (1930년)
- 참극의 선착장 (1930년)
- 네이비 블루스 (1929년)
- 네 아들 (1928년)
- 페이드 투 러브 (1927년)